# Lagerberg (adelsätt)
Lagerberg är en svensk adlig ätt som härstammar från Västergötland. Lars Jonsson (1608-1688), före detta hauptmannen i Visingsborgs grevskap, adlades med namnet Lagerberg den 14 maj 1687 på Stockholms slott av Karl XI, och den 7 februari 1689 introducerades ätten på Riddarhuset med nuvarande nummer 1112.
Generalen och ämbetsmannen Swen Lagerberg upphöjdes till friherre den 2 juni 1719 och introducerades på Riddarhuset samma år med nummer 156. Den 14 juni 1731 upphöjdes Swen Lagerberg till grevlig värdighet som ätt nummer 75. Den grevliga ätten Lagerberg utslocknade den 27 november 1983 på svärdssidan och den 4 juli 1988 på spinnsidan.
Politikern Carl Lagerberg (1708-1767) upphöjdes i friherrlig värdighet från den adliga ätten Lagerberg den 8 december 1758 av kung Adolf Fredrik men blev aldrig introducerad på Riddarhuset, och slöt sin ätt på svärdssidan den 7 mars 1767.
Äldste kände stamfadern är Lars Jonsson d.ä. (1515-1594) till Herrtorp i Härlunda socken, Skaraborgs län som var häradshövding i Visingsborgs grevskap.